# 2003 YP179
2003 YP179, também escrito como 2003 YP179, é um objeto transnetuniano que está localizado no Cinturão de Kuiper, uma região do Sistema Solar. Este corpo celeste é classificado como um cubewano. Ele possui uma magnitude absoluta de 7,4 e tem um diâmetro estimado com 146 km.

## Descoberta
2003 YP179 foi descoberto no dia 24 de dezembro de 2003.

## Órbita
A órbita de 2003 YP179 tem uma excentricidade de 0,082 e possui um semieixo maior de 44,263 UA. O seu periélio leva o mesmo a uma distância de 40,643 UA em relação ao Sol e seu afélio a 47,882 UA.